# Ontherus ashei
Ontherus ashei är en skalbaggsart som beskrevs av François Génier 1996. Ontherus ashei ingår i släktet Ontherus och familjen bladhorningar. Inga underarter finns listade i Catalogue of Life.